# Cobitis hellenica
Cobitis hellenica és una espècie de peix de la família dels cobítids i de l'ordre dels cipriniformes.

## Morfologia
- Les femelles poden assolir 9 cm de llargària total.[2]

## Reproducció
És ovípar.

## Hàbitat
Viu en zones de clima subtropical.

## Distribució geogràfica
Es troba a Grècia.